# Valeri Meladze
Valeri Meladze (georgiska: ვალერი შოთას ძე მელაძე; Valeri Sjotas dze Meladze; ryska: Валерий Шотаевич Меладзе; Valerij Sjotajevitj Meladze), född 23 juni 1965 i Batumi, Georgiska SSR, Sovjetunionen, är en rysk-georgisk sångare. Han är bror till kompositören Konstantine Meladze, som skrivit många av hans låtar.
Meladze föddes i Batumi, dåvarande Georgiska SSR 1965, där han gick pianostudier vid den musikaliska skolan. 1983 graderade han från Nikolaevs varvsindustri i Ukraina, där han startade sin musikaliska karriär i bandet "Aprel" (April). 

"Ne Travozh mne Doushou, Skripka" (Stör inte min själ, violin) blev Meladzes första hit, som gav honom priset "Årets musikupptäckt" 1994. 1995 släppte han låten "Sera", som blev hans stora genombrott. Albumet som släpptes samma år blev genast en bästsäljare. Under tidiga 2000-talet började Meladze att samarbeta med den Rysk-Ukrainska popgruppen Nu Virgos (VIA Gra) som bringat stor succé för Valeri. År 2004 och 2005 vann han tillsammans med Nu Virgos priset för bästa duo två gånger. 
 2006 fick Meladze en utmärkelse av hederstitel; "Hedrad artist av den Ryska Federationen".

## Diskografi

### Album
- 1995 - Sera
- 1996 - Poslednij Romantik (Den siste romantikern)
- 1999 - Samba Belogo Motilka
- 2003 - Nega (Lycksalighet)
- 2008 - Vopreki (Trots)